# جوزيف كاسبر
جوزيف كاسبر هو لاعب كرة قدم كرواتي ولد في 15 مارس 1973.

## المهنة
- 1990-98 : دينامو زغرب كرواتيا
- 1998-01 : NK Osijek كرواتيا
- 2001-02 : Marsonia Slavonski Brod كرواتيا